# Filpusardrangur
Filpusardrangur är en udde i Färöarna (Kungariket Danmark).   Den ligger i sýslan Vága sýsla, i den västra delen av landet, 30 km väster om huvudstaden Tórshavn. Filpusardrangur ligger på ön Vágar.
Terrängen inåt land är kuperad. Havet är nära Filpusardrangur åt sydväst. Runt Filpusardrangur är det glesbefolkat, med 16 invånare per kvadratkilometer. Närmaste större samhälle är Vestmanna, 15,7 km nordost om Filpusardrangur. Trakten runt Filpusardrangur består i huvudsak av gräsmarker.